# Legnephora
Legnephora es un género con siete especies de plantas de flores perteneciente a la familia Menispermaceae. Nativo de Australia y Nueva Guinea.

## Especies seleccionadas
- Legnephora acuta
- Legnephora microcarpa
- Legnephora minutiflora
- Legnephora moorei
- Legnephora moorii
- Legnephora nyctericarpa
- Legnephora philippinensis